# Stan Brakhage
Stan Brakhage (Kansas City, 14 de enero de 1933 - Victoria, 9 de marzo del 2003) fue un director de cine, de fotografía, montador, actor y productor. Fue uno de los cineastas experimentales más fecundos del siglo XX, con más de 300 films que realizó entre 1952 y 2003.

## Biografía

### Juventud y formación
Robert Sanders nació en un orfanato de Kansas City (Misuri). Tres semanas después de su nacimiento, fue adoptado por Ludwig y Clara Brakhage, y rebautizado como James Stanley Brakhage. A los cuatro años comienza una carrera de pianista y cantante en la radio, hasta 1946. Poco después de haber terminado su enseñanza secundaria en Denver, Colorado, comienza los estudios superiores en el Dartmouth College en 1951.
Su carrera de cineasta comienza después de haber abandonado el Dartmouth College en 1952, con el cortometraje  Interim  (1952) realizado en su casa, en Denver. Influido por Sergei Eisenstein y las películas de Jean Cocteau, esta primera película abarca el estilo neorrealista sobre una trama sonora de James Tenney.
En 1953, Brakhage se inscribe en el San Francisco Art Institute de San Francisco. Su estancia allí le permitirá conocer a los poetas vanguardistas Robert Duncan y Kenneth Rexroth que le supondrán una fuerte influencia. La falta de recursos económicos será la principal razón del regreso de Brakhage a Colorado. Dirige un pequeño grupo de teatro en Central city; se hacen obras de  Frank Wedekind, Strindberg y Chéjov.
Brakhage, siempre girado hacia el cine, financia su nuevo proyecto;  Unglassed Windows Cast a Terrible Reflection , que realiza antes de volver a San Francisco, para luego volver a Colorado, donde su padre le ofrece financiar su nuevo proyecto  Desistfilm  en diciembre de 1953. Tras su película, trabaja en una plantación de eucalipto a Fremont (California). Realiza su primera película en color, Reflection on Black que recibe un premio de la Creative Film Foundation. Se establece en San Francisco donde crea un taller de producción cinematográfico y obtiene contratos de publicidad.
A finales de 1954, marcha a Nueva York y conoce a varios artistas experimentales, entre ellos los compositores John Cage, Edgard Varese y los cineastas de vanguardia Maya Deren, Marie Menken y Joseph Cornell.

### Brakhage el cineasta
En 1955, Brakhage trabaja en numerosos proyectos, entre ellos Centuries of June, en colaboración con el cineasta Joseph Cornell, The Wonder ring, su primera película en color y Reflection on Black que recibe un premio de la Creative Film Foundation. Contrariamente a sus primeras obras que tienen un carácter narrativo, es cada vez más oscuro en sus nuevas realizaciones, en la abstracción experimental, inspirado sobre todo por la película francesa Traité de bave et de éternité de Isidore Isou (1951). El año siguiente se dedica a dar conferencias sobre el cine, en el teatro del coleccionista y distribuidor Raymond Rohauer de Los Ángeles además de realizar Flesh of Morning  y  Nightcats . A partir de 1956 recibe contratos de cine corporativo y publicidad para la televisión.
El 1957, el cineasta abandona el medio artístico underground neoyorquino, se instala en Denver y se casa con Jane Collum que se convierte no sólo su mujer, sino su fuente de inspiración en los años siguientes. Su vida de familia es, en aquella época, un tema prioritario para Brakhage. Ese mismo año trabaja sobre el cortometraje en dos tiempos Daybreak  y  Whiteye, así como en Loving.
La película siguiente, Anticipation of the Night  (1958), es un punto de inflexión para el cineasta y para las formas del cine experimental, ya que la obra sugiere que el objetivo se convierte subjetivo.
En 1959, Brakhage filma el nacimiento de su primer hijo en Window Water Baby Moving, una de las obras más célebres del artista. Rueda igualmente ese mismo año Sirius Remembered, que ilustra la descomposición del perro muerto de la familia. Comienza igualmente a presentar sus obras en público y da conferencias sobre éstas y sobre las de otros realizadores. El nacimiento de su segundo hijo, en 1961, es la ocasión para realizar la película Thigh Line lyre Triangular.
Al principio de los 60, además de rodar The Dead , en el cementerio Père Lachaise en París, el cineasta articula su concepción del cine y de la percepción con la escritura de Metaphors on Vision, aparecido en 1963. En la vertiente técnica innova, el mismo año, con  Mothlight, una serie sobre insectos y vegetales pegados directamente sobre la cinta de 16 mm. En 1964 realiza Dog Star Man, su obra magna de 53 minutos en cuatro partes. Esta película es convertida en un film de 250 minutos en 1965 y rebautizada  The Art of Vision. De resultas del robo de su equipo de 16 mm ese mismo año, Brakhage rueda con 8 mm hasta 1969.
Las reflexiones políticas, y más particularmente sobre la guerra, son un nuevo tema que el artista explora con 23rd Psalm Branch  en 1966 o en algunas de las treinta películas Song (1964-1969) .
El final de los años 1960 marca una nueva fase en la obra de Brakhage. Las películas  Scenes from under childhood (1967 - 1970), The WAIR falcon saga, The machine of Eden y The animales of Eden and after tratan todos del retorno a la infancia y de los primeros estadios de la vida y del cuerpo. En 1971, con Eyes,  Deus Ex (1971) y The Act of Seeing with One’s Own Eyes filma las tres instituciones del control de los cuerpos: la policía, el hospital y la morgue.

## Filmografía

### Director
| - 1952: Interim - 1953: Unglassed Windows Cast a Terrible Reflection - 1953: The Boy and the Sea - 1954: The Way to Shadow Garden - 1954: The Extraordinary Child - 1954: Desistfilm - 1955: The Wonder Ring - 1955: Untitled Film of Geoffrey Holder's Wedding - 1955: Reflections on Black - 1955: In Between - 1955: Centuries of June - 1956: Zone Moment - 1956: Nightcats - 1956: Flesh of Morning - 1957: Whiteye - 1957: Loving - 1957: Daybreak - 1958: Anticipation of the Night - 1959: Wedlock House: An Intercourse - 1959: Sirius Remembered - 1959: Cat's Cradle - 1960: The Dead - 1961: Thigh Line Lyre Triangular - 1961: Films by Stan Brakhage: An Avant-Garde Home Movie - 1962: Silent Sound Sense Stars Subotnick and Sender - 1962: Dog Star Man: Part I - 1962: Blue Moses - 1962: Window Water Baby Moving - 1962: Prelude: Dog Star Man - 1963: A Woe Story - 1963: Oh Life - 1963: Mothlight - 1963: Meat Jewel - 1963: Dog Star Man: Part II - 1963: The A-Test News - 1964: Song 8 - 1964: Song 7 - 1964: Song 6 - 1964: Song 5 - 1964: Song 4 - 1964: Song 3 - 1964: Song 2 - 1964: Song 1 - 1964: Dog Star Man: Part IV - 1964: Dog Star Man: Part III - 1965: Vein - 1965: Two: Creeley/McClure - 1965: Song 9 - 1965: Song 22 - 1965: Song 21 - 1965: Song 20 - 1965: Song 19 - 1965: Song 18 - 1965: Song 17 - 1965: Song 16 - 1965: Song 14 - 1965: Song 13 - 1965: Song 12 - 1965: Song 11 - 1965: Song 10 - 1965: Pasht - 1965: Fire of Waters - 1965: Bluewhite - 1965: Blood's Tone - 1965: Black Vision - 1965: The Art of Vision - 1965: 15 Song Traits - 1967: Song 25 - 1967: Song 24 - 1967: Scenes From Under Childhood Section#1 - 1967: Eye Myth - 1967: 23rd Psalm Branch: Part I - 1968: Song 26 - 1968: My Mountain Song 27 - 1968: Lovemaking - 1968: The Horseman, the Woman, and the Moth - 1969: Window Suite of Children's Songs - 1969: Song 29 - 1969: Song 28 - 1969: Song 27 (Part II) Rivers - 1969: Scenes From Under Childhood Section#3 - 1969: Scenes From Under Childhood Section#2 - 1969: American 30's Song - 1970: The Weir-Falcon Saga - 1970: Sexual Meditation No. 1: Motel - 1970: Sexual Meditation: Hotel - 1970: Scenes From Under Childhood Section#4 - 1970: The Machine of Eden - 1970: The Animals of Eden and After - 1971: Western History - 1971: The Trip to Door - 1971: Sexual Meditation: Room with View - 1971: The Peaceable Kingdom - 1971: Fox Fire Child Watch - 1971: Eyes - 1971: Door - 1971: Deus Ex (pel·lícula) - 1971: Angels' - 1971: The Act of Seeing with One's Own Eyes - 1972: The Wold Shadow - 1972: The Shores of Phos: A Fable - 1972: Sexual Meditation: Open Field - 1972: Sexual Meditation: Office Suite - 1972: Sexual Meditation: Faun's Room, Yale - 1972: The Presence - 1972: Eye Myth Educational - 1972: The Riddle of Lumen - 1972: The Process - 1973: The Women - 1973: Sincerity I - 1973: Gift - 1974: The Text of Light - 1974: The Stars Are Beautiful - 1974: Star Garden - 1974: Sol - 1974: Skein - 1974: Hymn to Her - 1974: He Was Born, He Suffered, He Died - 1974: Flight - 1974: Dominion - 1974: Clancy - 1974: Aquarien - 1975: Sincerity II - 1975: Short Films: 1975#9 | - 1975: Short Films: 1975#8 - 1975: Short Films: 1975#7 - 1975: Short Films: 1975#6 - 1975: Short Films: 1975#5 - 1975: Short Films: 1975#4 - 1975: Short Films: 1975#3 - 1975: Short Films: 1975#2 - 1975: Short Films: 1975#1 - 1975: Short Films: 1975#10 - 1976: Window - 1976: Trio - 1976: Tragoedia - 1976: Sketches - 1976: Short Films: 1976 - 1976: Rembrandt, Etc., and Jane - 1976: Highs - 1976: Gadflies - 1976: The Dream, NYC, the Return, the Flower - 1976: Desert - 1976: Airs - 1976: Absence - 1977: Soldiers and Other Cosmic Objects - 1977: The Governor - 1977: The Domain of the Moment - 1978: Thot-Fal'N - 1978: Sluice - 1978: Sincerity III - 1978: Purity, and After - 1978: Nightmare Series - 1978: Duplicity II - 1978: Duplicity - 1978: Centre - 1978: Burial Path - 1978: Bird - 1978: 23rd Psalm Branch: Part II - 1979: Roman Numeral Series II - 1979: Roman Numeral Series I - 1979: Creation - 1979: @ - 1980: Sincerity V - 1980: Sincerity IV - 1980: Salome - 1980: Roman Numeral Series VII - 1980: Roman Numeral Series VI - 1980: Roman Numeral Series V - 1980: Roman Numeral Series IV - 1980: Roman Numeral Series III - 1980: Other - 1980: Murder Psalm - 1980: Made Manifest - 1980: Duplicity III - 1980: Arabic Numeral Series 3 - 1980: Arabic Numeral Series 2 - 1980: Arabic Numeral Series 1 - 1980: Aftermath - 1981: Unconscious London Strata - 1981: RR - 1981: Roman Numeral Series VIII - 1981: Roman Numeral Series IX - 1981: Nodes - 1981: The Garden of Earthly Delights - 1981: Arabic Numeral Series 9 - 1981: Arabic Numeral Series 8 - 1981: Arabic Numeral Series 7 - 1981: Arabic Numeral Series 6 - 1981: Arabic Numeral Series 5 - 1981: Arabic Numeral Series 4 - 1981: Arabic Numeral Series 13 - 1981: Arabic Numeral Series 12 - 1981: Arabic Numeral Series 11 - 1981: Arabic Numeral Series 10 - 1981: Arabic Numeral Series 0 - 1981: Hell Spit Flexion - 1982: Arabic Numeral Series 19 - 1982: Arabic Numeral Series 18 - 1982: Arabic Numeral Series 17 - 1982: Arabic Numeral Series 16 - 1982: Arabic Numeral Series 15 - 1982: Arabic Numeral Series 14 - 1984: Tortured Dust - 1984: Egyptian Series - 1986: Night Music - 1986: The Loom - 1986: Jane - 1986: Fireloop - 1986: Dance Shadows by Danielle Helander - 1986: Confession - 1986: The Aerodyne - 1987: Loud Visual Noises - 1987: Kindering - 1987: Faustfilm: An Opera: Part I - 1987: The Dante Quartet - 1988: Rage Net - 1988: Matins - 1988: Faust's Other: An Idyll - 1988: Faust 3: Candida Albacore - 1988: Marilyn's Window - 1988: I... Dreaming - 1989: Visions in Meditation#2: Mesa Verde - 1989: Visions in Meditation#1 - 1989: Faust 4 - 1989: Babylon Series - 1990: Visions in Meditation#4: D.H. Lawrence - 1990: Visions in Meditation#3: Plato's Cave - 1990: The Thatch of Night - 1990: Passage Through: A Ritual - 1990: Glaze of Cathexis - 1990: City Streaming - 1990: Babylon Series#3 - 1990: Babylon Series#2 - 1991: Vision of the Fire Tree - 1991: Delicacies of Molten Horror Synapse - 1991: Christ Mass Sex Dance - 1991: A Child's Garden and the Serious Sea - 1991: Agnus Dei Kinder Synapse - 1992: Interpolations I-V - 1992: For Marilyn - 1992: Crack Glass Eulogy - 1992: Boulder Blues and Pearls and... - 1993: Tryst Haunt - 1993: Three Homerics - 1993: Study in Color and Black and White - 1993: Stellar - 1993: The Harrowing | - 1993: Ephemeral Solidarity - 1993: Blossom Gift/Favor - 1993: Autumnal - 1994: We Hold These - 1994: Naughts - 1994: The Mammals of Victoria - 1994: I Take These Truths - 1994: First Hymn to the Night - Novalis - 1994: Elementary Phrases - 1994: The Chartres Series - 1994: Cannot Not Exist - 1994: Cannot Exist - 1994: Black Ice - 1995: Spring Cycle - 1995: Sorrowing - 1995: Retrospect: The Passover - 1995: Paranoia Corridor - 1995: The Lost Films - 1995: In Consideration of Pompeii - 1995: I Am Afraid: And This Is My Fear - 1995: I... - 1995: Earthen Aerie - 1995: Blue Black: Introspection - 1995: Blood Drama - 1996: Two Found Objects of Charles Boultenhouse - 1996: Shockingly Hot - 1996: Sexual Saga - 1996: Prelude 9 - 1996: Prelude 8 - 1996: Prelude 7 - 1996: Prelude 6 - 1996: Prelude 5 - 1996: Prelude 4 - 1996: Prelude 3 - 1996: Prelude 24 - 1996: Prelude 23 - 1996: Prelude 22 - 1996: Prelude 2 - 1996: Prelude 21 - 1996: Prelude 20 - 1996: Prelude 19 - 1996: Prelude 18 - 1996: Prelude 17 - 1996: Prelude 16 - 1996: Prelude 15 - 1996: Prelude 14 - 1996: Prelude 13 - 1996: Prelude 12 - 1996: Prelude 1 - 1996: Prelude 11 - 1996: Prelude 10 - 1996: Polite Madness - 1996: The Fur of Home - 1996: Concrescence - 1996: Blue Value - 1996: Beautiful Funerals - 1997: Yggdrasill: Whose Roots Are Stars in the Human Mind - 1997: Self Song/Death Song - 1997: Divertimento - 1997: Commingled Containers - 1997: The Cat of the Worm's Green Realm - 1998: ...Reel Two - 1998: ...Reel Three - 1998: ...Reel One - 1998: ...Reel Four - 1998: Female Mystique and Spare Leaves - 1999: Worm and Web Love - 1999: Stately Mansions Did Decree - 1999: Persian Series#5 - 1999: Persian Series#4 - 1999: Persian Series#3 - 1999: Persian Series#2 - 1999: Persian Series#1 - 1999: Moilsome Toilsome - 1999: The Lion and the Zebra Make God's Raw Jewels - 1999: The Earthsong of the Cricket - 1999: The Dark Tower - 1999: Cricket Requiem - 1999: Coupling - 1999: Cloud Chamber - 1999: The Birds of Paradise - 1999: Alternating Currents - 1999: ...Reel Five - 2000: Water for Maya - 2000: Persian Series#9 - 2000: Persian Series#8 - 2000: Persian Series#7 - 2000: Persian Series#6 - 2000: Persian Series#12 - 2000: Persian Series#11 - 2000: Persian Series#10 - 2000: The God of Day Had Gone Down Upon Him - 2000: Dance - 2001: Very - 2001: Rounds - 2001: Night Mulch - 2001: Micro-Garden - 2001: Jesus Wept - 2001: In Jesus Name - 2001: Christ on Cross - 2001: Baby Jesus - 2001: Occam's Thread - 2001: Lovesong 2 - 2001: Lovesong - 2001: Persian Series#18 - 2001: Persian Series#17 - 2001: Persian Series#16 - 2001: Persian Series#15 - 2001: Persian Series#14 - 2001: Persian Series#13 - 2002: Resurrectus Est - 2002: Max - 2002: Lovesong 3 - 2002: Ascension - 2002: Lovesong 6 - 2002: Lovesong 5 - 2002: Dark Night of the Soul - 2002: Panels for the Walls of Heaven - 2002: SB (One Minute for Vienna) - 2002: Lovesong 4 - 2002: Seasons... - 2003: Stan's Window - 2003: Work in Progress - 2003: Chinese Series |

### Director de fotografía
| - 1954: The Way to Shadow Garden - 1954: The Extraordinary Child - 1954: Desistfilm - 1955: The Wonder Ring - 1955: Reflections on Black - 1955: In Between - 1955: Centuries of June - 1960: The Dead - 1961: Films by Stan Brakhage: An Avant-Garde Home Movie - 1962: Dog Star Man: Part I - 1962: Blue Moses - 1962: Window Water Baby Moving - 1962: Prelude: Dog Star Man - 1963: Dog Star Man: Part II - 1964: Dog Star Man: Part III - 1965: Fire of Waters | - 1965: 15 Song Traits - 1967: Scenes From Under Childhood Section#1 - 1969: Scenes From Under Childhood Section#3 - 1969: Scenes From Under Childhood Section#2 - 1970: Scenes From Under Childhood Section#4 - 1971: The Act of Seeing with One's Own Eyes - 1974: The Text of Light - 1974: The Stars Are Beautiful - 1974: Hymn to Her - 1975: Sincerity II - 1975: Short Films: 1975#9 - 1975: Short Films: 1975#2 - 1976: Airs - 1977: The Governor - 1977: The Domain of the Moment - 1980: Salome | - 1980: Other - 1981: Unconscious London Strata - 1981: Arabic Numeral Series 10 - 1984: Tortured Dust - 1987: Faustfilm: An Opera: Part I - 1990: Visions in Meditation#4: D.H. Lawrence - 1990: Passage Through: A Ritual - 1992: For Marilyn - 1997: Commingled Containers - 2000: Water for Maya - 2000: Persian Series#9 - 2000: The God of Day Had Gone Down Upon Him - 2000: Dance - 2003: Stan's Window - 2003: Work in Progress |

### Montador
| - 1954: Desistfilm - 1960: The Dead - 1962: Blue Moses - 1962: Window Water Baby Moving - 1962: Prelude: Dog Star Man - 1963: Dog Star Man: Part II - 1964: Dog Star Man: Part III - 1967: Scenes From Under Childhood Section#1 - 1969: Window Suite of Children's Songs - 1969: Scenes From Under Childhood Section#3 - 1969: Scenes From Under Childhood Section#2 | - 1970: Scenes From Under Childhood Section#4 - 1971: The Act of Seeing with One's Own Eyes - 1974: Hymn to Her - 1975: Sincerity II - 1975: Short Films: 1975#9 - 1975: Short Films: 1975#2 - 1977: The Governor - 1980: Salome - 1981: Unconscious London Strata - 1981: Arabic Numeral Series 10 - 1984: Tortured Dust | - 1989: Visions in Meditation#2: Mesa Verde - 1990: Visions in Meditation#4: D.H. Lawrence - 1990: Passage Through: A Ritual - 1992: For Marilyn - 2000: Water for Maya - 2000: Persian Series#9 - 2000: Persian Series#12 - 2000: The God of Day Had Gone Down Upon Him - 2002: Resurrectus Est - 2002: SB (One Minute for Vienna) - 2003: Chinese Series |

### Actor
- 1954: The Extraordinary Child
- 1959: Wedlock House: An Intercourse
- 1959: Cat's Cradle
- 1962: Dog Star Man: Part I
- 1962: Prelude: Dog Star Man
- 1963: Dog Star Man: Part II
- 1964: Dog Star Man: Part IV
- 1964: Dog Star Man: Part III
- 1974: The Stars Are Beautiful: narrador (veu)
- 1984: Tortured Dust
- 1988: I... Dreaming
- 1996: Cannibal! The Musical: George Noon's father

### Productor
- 1962: Dog Star Man: Part I
- 1998: Jakob
- 2000: Water for Maya
- 2000: Persian Series#9
- 2000: The God of Day Had Gone Down Upon Him
- 2000: Moon Streams
- 2001: Sand Castle II
- 2001: Garden Path

### Guionista
- 1962: Dog Star Man: Part I
- 1987: Faustfilm: An Opera: Part I
- 2000: Water for Maya
- 2000: The God of Day Had Gone Down Upon Him